# Jakub Krajewski

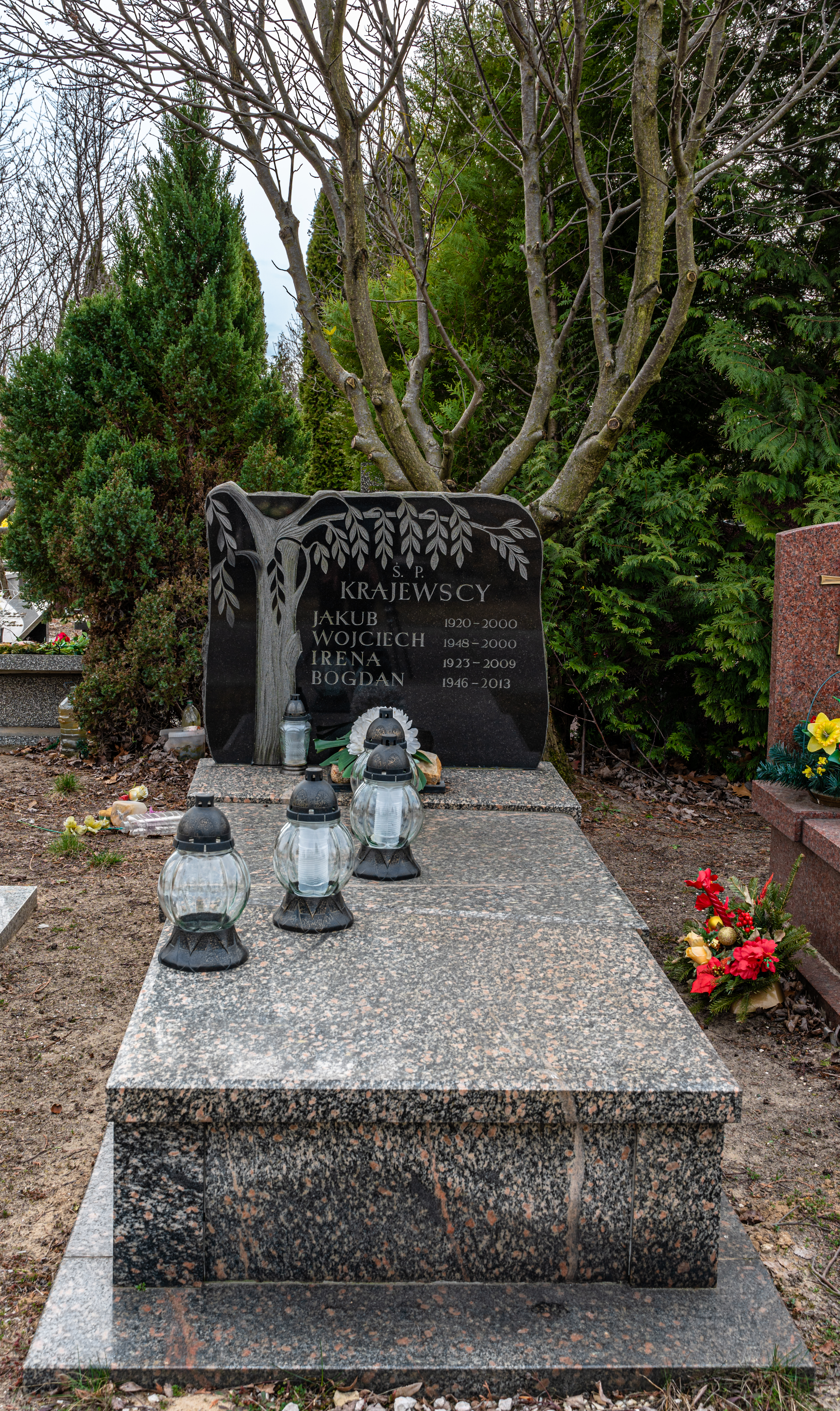
Grób Jakuba Krajewskiego na cmentarzu komunalnym Północnym w Warszawie

Jakub Krajewski ps. „Kuba”, „Pestka” (ur. 11 września 1920 w Tłubicach, zm. 31 sierpnia 2000) – działacz komunistyczny, oficer GL i AL, poseł na Sejm Ustawodawczy (1947–1952), zastępca członka KC PZPR (1948–1954).

## Życiorys
Podczas okupacji niemieckiej działacz organizacji Rewolucyjne Rady Robotniczo-Chłopskie „Młot i Sierp” i potem PPR i GL-AL na zachodnim Mazowszu (okolice Płocka i Sierpca). Dowodzony przez niego oddział ściśle współdziałał z grupą Władysława Rypińskiego. W latach 1945–1947 był I sekretarzem Komitetu Powiatowego (KP) w Płocku. W ścisłym porozumieniu z Jakubem Krajewskim i najczęściej na jego polecenie działał wówczas PPR-owski „szwadron śmierci” dowodzony przez Władysława Rypińskiego, dokonujący porwań i skrytobójczych mordów na działaczach PSL i byłych członkach AK, m.in. braci Kazimierza, Ryszarda i Juliana Gujskich w listopadzie 1945. W styczniu 1947 wybrany posłem na Sejm Ustawodawczy z Okręgu nr 3 Płońsk. 1947–1948 III sekretarz Warszawskiego Komitetu Wojewódzkiego (WKW) PPR, następnie od grudnia 1948 do 1949 II sekretarz WKW PZPR. Od 21 grudnia 1948 do 17 marca 1954 zastępca członka KC PZPR. W latach 1949–1951 był słuchaczem 2-letniej Szkoły Partyjnej przy KC PZPR. Po 1956 był członkiem Prezydium Zarządu Głównego i wieloletnim sekretarzem generalnym ZG ZBoWiD.
Pochowany na cmentarzu komunalnym Północnym w Warszawie (kwatera S-II-5-1-10).

## Odznaczenia
- Order Krzyża Grunwaldu III klasy (30 lipca 1946)[5]
- Srebrny Medal „Za zasługi dla obronności kraju” (1970)[6]
- Medal im. Ludwika Waryńskiego (1986)[7]
- Złota Odznaka honorowa „Za Zasługi dla Warszawy” (1967)[8]
- Odznaka „Za Zasługi dla ZBoWiD”
- Medal jubileuszowy „Czterdziestolecia zwycięstwa w Wielkiej Wojnie Ojczyźnianej 1941–1945” (ZSRR, 1985)[9]
- Medal "Bojownikom przeciwko faszyzmowi 1933-1945" (Niemiecka Republika Demokratyczna, 1970)[10]